# Billie Jean King
Billie Jean Moffitt King (Long Beach, California, 22 de noviembre de 1943) es una extenista estadounidense. Es considerada una de las mejores jugadoras de tenis y una de las deportistas más destacadas de toda la historia. Ganó 39 títulos de Grand Slam: 12 en individuales, 16 en dobles femenino y 11 en dobles mixto.
Fue activista por los derechos de la mujer y el cambio social, dentro y fuera del deporte. En 1973 le ganó un partido a Bobby Riggs (1918-1995), campeón masculino número 1 del mundo en el año 1941, 1946 y 1947, quien la retó a un partido, denominado la Batalla de los Sexos. Ese mismo año amenazó con boicotear el Abierto de Estados Unidos a menos que las mujeres recibieran un premio en dinero igual al de los hombres. Su demanda fue atendida y el Abierto de Estados Unidos se convirtió en el primer gran torneo en su tipo en ofrecer igualdad en las retribuciones.
Luego lideró la creación de la Women's Tennis Association (WTA) y la World Team Tennis League, convirtiéndose en la primera mujer en desempeñarse como comisionada en el deporte profesional.
Barack Obama subrayó que esta deportista contribuyó a la igualdad de género no sólo en el deporte, sino en todos los ámbitos de la vida pública. De esta forma, King se convirtió en una de las primeras y más importantes figuras femeninas del deporte en los Estados Unidos.

## Primeros años
Billie Jean Moffitt nació en Long Beach, California, en una familia conservadora metodista, hija de Betty (de soltera Jerman), ama de casa, y Bill Moffitt, bombero. Su familia era atlética; su madre se destacó en la natación, y su padre jugaba baloncesto y béisbol, y atletismo. Su hermano menor, Randy Moffitt, se convirtió en lanzador de las Grandes Ligas de Béisbol, lanzando durante 12 años en las ligas mayores para los San Francisco Giants, Houston Astros y Toronto Blue Jays. También se destacó en béisbol y sóftbol cuando era niña, jugando como campocorto a los 10 años en un equipo con niñas 4 o 5 años mayores que ella. El equipo ganó el campeonato de softbol de Long Beach.
Pasó del softbol al tenis a los 11 años, porque sus padres le sugirieron que debería buscar un deporte más "femenino". Ahorró su propio dinero, $8, para comprar su primera raqueta. Fue con un amigo de la escuela a tomar su primera lección de tenis en las muchas canchas públicas gratuitas de Long Beach, aprovechando las lecciones gratuitas ofrecidas por el profesional Clyde Walker, que trabajaba para la ciudad de Long Beach. Posteriormente, una de las instalaciones de tenis de la ciudad se denominó Billie Jean Moffitt King Tennis Center. Cuando era niña y jugaba en sus primeros torneos de tenis, a menudo se veía obstaculizada por su estilo de juego agresivo. Bob Martin, periodista deportivo de Long Beach, escribió sobre su éxito en una columna semanal de tenis en Press-Telegram. Uno de los primeros conflictos de King con los establecimientos del tenis y el statu quo se produjo en su juventud, cuando se le prohibió aparecer en una foto de grupo en un torneo porque vestía pantalones cortos de tenis (cosidos por su madre) en lugar del habitual vestido blanco de tenis.
La familia de King en Long Beach asistió a la Iglesia de los Hermanos, donde el ministro era un ex atleta y dos veces campeón olímpico de salto con pértiga Bob Richards. Un día, cuando King tenía 13 o 14 años, Richards le preguntó: "¿Qué vas a hacer con tu vida?". Ella dijo: "Reverendo, voy a ser la mejor tenista del mundo".
King asistió a la Escuela secundaria politécnica de Long Beach. Después de graduarse en 1961, asistió a Los Angeles State College ahora California State University, Los Ángeles (Cal State LA). No se graduó y dejó la escuela en 1964 para concentrarse en el tenis.

## Torneos de Grand Slam
Jean jugó 18 finales de Grand Slam, en las que enfrentó a 9 rivales diferentes: Maria Bueno, Haydon Jones, Court, Dalton, Casals, Goolagong, Reid, Evert, Wade.

### Títulos individuales (12)
| Año  | Torneo          | Superficie | Rival                   | Resultado     |
| 1966 | Wimbledon       | Hierba     | Maria Bueno             | 6–3, 3–6, 6–1 |
| 1967 | Wimbledon       | Hierba     | Ann Haydon Jones        | 6–3, 6–4      |
| 1967 | US Open         | Hierba     | Ann Haydon Jones        | 11–9, 6–4     |
| 1968 | Australian Open | Hierba     | Margaret Court          | 6–1, 6–2      |
| 1968 | Wimbledon       | Hierba     | Judy Tegart Dalton      | 9–7, 7–5      |
| 1971 | US Open         | Hierba     | Rosemary Casals         | 6–4, 7–6      |
| 1972 | Roland Garros   | Tierra     | Evonne Goolagong Cawley | 6–3, 6–3      |
| 1972 | Wimbledon       | Hierba     | Evonne Goolagong Cawley | 6–3, 6–3      |
| 1972 | US Open         | Hierba     | Kerry Melville Reid     | 6–3, 7–5      |
| 1973 | Wimbledon       | Hierba     | Chris Evert             | 6–0, 7–5      |
| 1974 | US Open         | Hierba     | Evonne Goolagong Cawley | 3–6, 6–3, 7–5 |
| 1975 | Wimbledon       | Hierba     | Evonne Goolagong Cawley | 6–0, 6–1      |

### Finalista (6)
| Año  | Torneo          | Superficie | Rival            | Resultado     |
| 1963 | Wimbledon       | Hierba     | Margaret Court   | 6–3, 6–4      |
| 1965 | US Open         | Hierba     | Margaret Court   | 8–6, 7–5      |
| 1968 | US Open         | Hierba     | Virginia Wade    | 6–4, 6–2      |
| 1969 | Australian Open | Hierba     | Margaret Court   | 6–4, 6–1      |
| 1969 | Wimbledon       | Hierba     | Ann Haydon Jones | 3–6, 6–3, 6–2 |
| 1970 | Wimbledon       | Hierba     | Margaret Court   | 14–12, 11–9   |

## Trayectoria personal
Mientras asistía a Cal State, Billie Jean King conoció a Larry King en una biblioteca en 1963. La pareja se comprometió estando aún en la escuela, cuando ella tenía 20 años y Larry 19 y se casaron el 17 de septiembre de 1965 en Long Beach. Billie Jean King reconoce que fue Larry quien la introdujo al feminismo y la animó a seguir la carrera como tenista. Más adelante ella diría que cuando se casó con Larry, estaba profundamente enamorada de él.
Hacia 1968, King se dio cuenta de que en realidad le atraían las mujeres. En 1971, comenzó una relación íntima con su secretaria, Marilyn Barnett (de soltera Marilyn Kathryn McRae). Barnett había estado viviendo sin pagar ningún alquiler en la casa de los Kings en Malibú. En 1979, los King le pidieron a Barnett que dejara su casa, pero ella no quería, y amenazó con divulgar información que había obtenido a lo largo de los años, incluyendo cartas de Billie Jean a Marilyn, recibos de la tarjeta de crédito, y facturas. Después de un intento de suicidio que la dejó parapléjica, Barnett demandó a los Kings. Billie Jean King reconoció que había tenido una relación con ella, lo que hizo de Billie Jean King la primera atleta profesional femenina en salir del armario. En aquel momento ella lo calificó como una aventura y un error. Billie Jean King perdió unos 2 millones de dólares a causa de la demanda, lo que hizo que tuviera que prolongar su carrera como tenista para poder pagar a los abogados. En diciembre de 1981, el tribunal ordenó que Barnett abandonara la casa y declaró que las amenazas se acercaban a la extorsión. La demanda fue desestimada en noviembre de 1982.  Unos meses después la casa quedó destruida tras unas extrañas tormentas.
También en 1971, King tuvo un aborto que se publicó en un artículo de una revista, pues Larry King divulgó esta información sin consultarla.
Billie Jean y Larry siguieron casados mientras el procedimiento judicial estuvo en marcha. El matrimonio se rompió en 1987 al enamorarse Billie Jean de su compañera de dobles, Ilana Kloss. Billie Jean y Larry siguieron siendo amigos, y ella fue madrina de un hijo de Larry con su segunda esposa. El 18 de octubre de 2018, King y Kloss se casaron y la ceremonia fue oficiada por el alcalde de Nueva York David Dinkins en una ceremonia secreta.
El matrimonio tiene residencias en Nueva York y Chicago.
King es vegetariana.
King es asesora del First Women's Bank de Chicago.